# John Frederik Hulk
John Frederik Hulk (ook John Hulk) (Amsterdam, 17 november 1855 – Vreeland, 14 juni 1913) was een Nederlandse kunstschilder, etser, aquarellist, tekenaar en conservator.

## Leven en werk
Hulk werd in 1855 geboren als Johannes Frederik Hulk, zoon van de winkelier en kunstschilder Johannes Frederik Hulk en Hermine Cornelie Auguste Mulder. In de periode 1871 tot 1880 volgde hij de opleidingen aan de Rijksakademie van beeldende kunsten te Amsterdam en aan de Académie Julian in Parijs. Behalve van zijn vader kreeg hij les van Gustave Clarence Rodolphe Boulanger, Jules Joseph Lefebvre, Carel Frans Philippeau, Johan Adolph Rust en Joannes Christoffel Vaarberg. Hij werkte in Amsterdam, Parijs, München en Haarlem. Daarnaast was hij gedurende een reeks van jaren werkzaam in Engeland, waar hij zich vooral toelegde op het schilderen van taferelen van de Engelse vossenjacht met honden. In 1895 werd er in Londen een tentoonstelling van zijn werk gehouden. Na zijn terugkeer in Nederland ging hij zich toeleggen op het schilderen van diertaferelen, zoals eenden- en hazenjachten en afbeeldingen van honden en varkens. Hij was lid van de kunstenaarsvereniging Arti et Amicitiae in Amsterdam. Van 1898 tot 1907 was hij secretaris van dit genootschap. In 1907 werd hij benoemd tot conservator van het Teylers Museum in Haarlem. In april 1913 moest hij vanwege gezondheidsreden zijn functie als conservator neerleggen. In mei verhuisde hij om dezelfde reden naar Vreeland aan de Utrechtse Vecht. Kort daarna overleed hij aldaar op 57-jarige leeftijd. Hij werd op woensdag 18 juni 1913 begraven op de Familiebegraafplaats in Muiderberg.

## Schilderijen

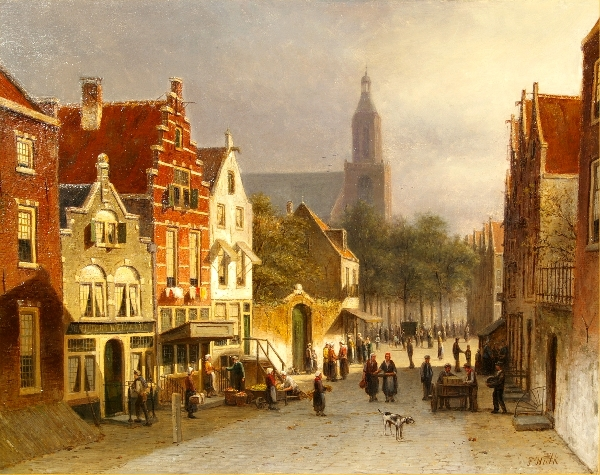
Marktdag
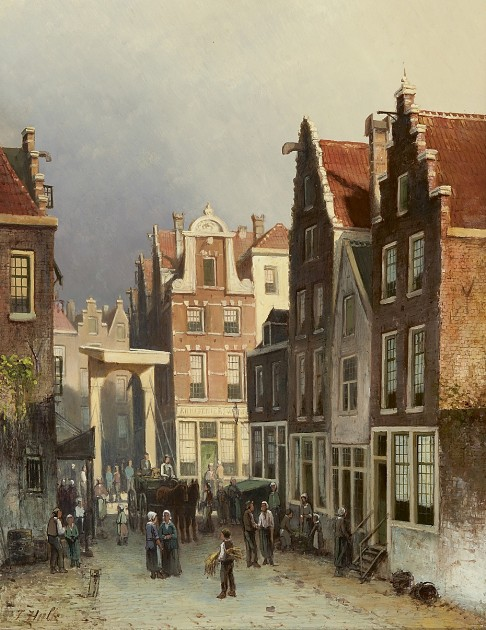
Stadsgezicht
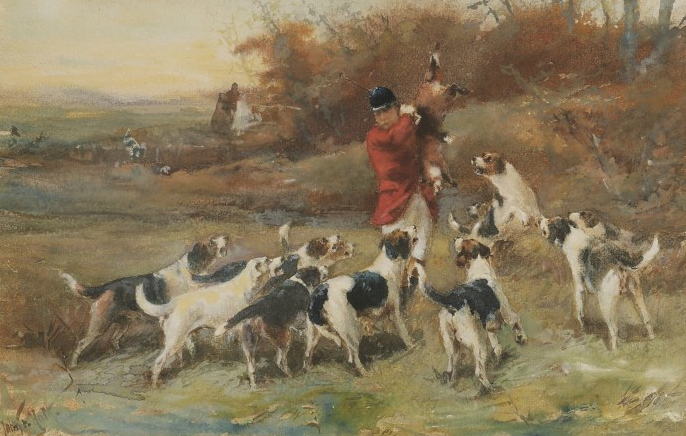
Vossenjacht

- Biografisch Portaal: 84638286
- Gemeinsame Normdatei: 1069796123
- International Standard Name Identifier: 0000 0004 0009 9311
- Nederlandse Thesaurus van Auteursnamen: 070091544
- RKD-Nederlands Instituut voor Kunstgeschiedenis: 40496
- Union List of Artist Names: 500001932
- Virtual International Authority File: 295534665
- WorldCat: E39PBJdGPrRWt8R6Vh9WmhyyBP